# Ferdinand von Mueller

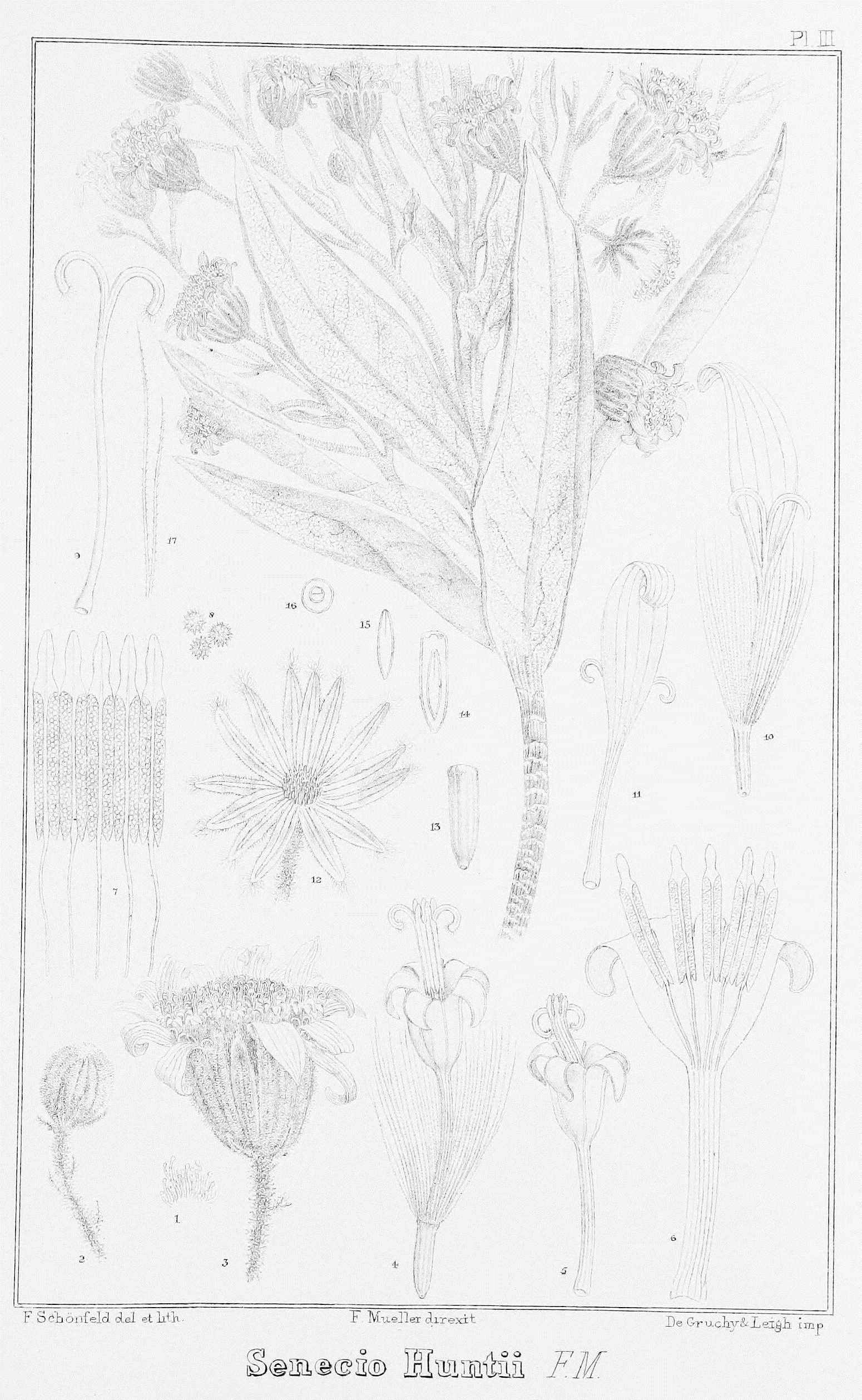
Rysunek gatunku Senecio huntii wykonany przez Ferdinanda von Muellera

Ferdinand Jacob Heinrich von Mueller (ur. 30 czerwca 1825 w Rostocku, zm. 10 października 1896 w Melbourne) – urodzony w Niemczech australijski botanik oraz geograf. Uczestnik licznych wypraw botanicznych na obszarze Australii. Opisał około 800 nowych gatunków roślin. Przez wiele lat służył jako rządowy botanik stanu Wiktorii, w późniejszych latach był dyrektorem Królewskiego Ogrodu Botanicznego w Melbourne. Założyciel National Herbarium of Victoria.

## Życiorys
Ferdinand von Mueller urodził się 30 czerwca 1825 w Rostocku jako syn Fryderyka Muellera, kierownika urzędu celnego oraz jego żony Luizy. Rodzice Ferdinanda zmarli jeszcze zanim on osiągnął dorosłość a opiekę nad nim oraz jego rodzeństwem przejęli dziadkowie. Spodziewano się, że zostanie chemikiem, ale już od 15. roku życia wykazywał zainteresowanie przyrodą. Po zdobyciu kwalifikacji farmaceutycznych studiował botanikę na Uniwersytecie Chrystiana Albrechta w Kilonii, a następnie, w 1847, na tym samym uniwersytecie uzyskał doktorat za badania nad florą obszaru Szlezwik-Holsztyn.
W grudniu 1847 Ferdinand przeprowadził się z dwiema siostrami do Australii. Powodem wyjazdu było zalecenie dla siostry Ferdinanda Berty, aby zmienić klimat na cieplejszy od niemieckiego. Po przyjeździe do miasta Adelaide w Australii Południowej pracował jako farmaceuta, a w wolnym czasie badał lokalną florę. Po nieudanej próbie prowadzenia gospodarstwa rolnego, wysłał wyniki swoich badań The Flora of South Australia (Flora Australii Południowej) do Towarzystwa Linneuszowskiego w Londynie, co przyniosło mu spory rozgłos w środowisku botaników.
Gubernator Charles La Trobe w 1853 mianował Ferdinanda von Muellera rządowym botanikiem stanu Wiktoria. Po objęciu nowej funkcji założył National Herbarium of Victoria w budynku Królewskich Ogrodów Botanicznych w Melbourne. W 1854 został członkiem Victorian Institute for the Advancement of Science i pozostawał nim do 1872. Całkiem dobrze już znany Mueller w lipcu 1855 został botanikiem Australijskiej Ekspedycji Południowo-Zachodniej. Właśnie ta wyprawa, która w ciągu 16 miesięcy przemierzyła blisko 10 tysięcy kilometrów, okazała się największym sukcesem Ferdinanda von Muellera w jego karierze. Podczas ekspedycji opisał prawie 2 tysiące gatunków roślin, z czego 800 było wcześniej nieznanych nauce.
Już po dwóch latach został dyrektorem ogrodów botanicznych w Melbourne. W tym czasie w dalszym ciągu wyruszał w nowe wyprawy i prowadził badania na florą Australii i jej potencjalnymi przemysłowymi oraz medycznymi zastosowaniami. Prowadził również wymianę nasion i roślin z badaczami z Australii, Stanów Zjednoczonych oraz Europy.
W nagrodę za zasługi został członkiem Royal Society w 1861. Mueller został również odznaczony Orderem św. Michała i św. Jerzego (1879), Clarke Medal (1883) oraz Royal Medal (1888). Otrzymał on również tytuł barona królestwa Wirtembergii w 1871 i szlachectwo wraz z otrzymaniem Orderu św. Michała i św. Jerzego.
Zmarł 10 października 1896. Nigdy się nie ożenił i nie miał dzieci.
Taksony, które opisał (w sumie 6033) oznaczane są w pozycji autora skrótem F.Muell.

## Najważniejsze prace
- The Flora of South Australia (1852 r.)
- Fragmenta Phytographiae Australiae (1858–1882)[a]
- Plants of Victoria, 2 tomy (1860–1865)
- A Description of the Plants of the Australian Territory (1863–1878)
- The Natural Capabilities of the Colony of Victoria (1875)
- Select Plants Readily Eligible for Industrial Culture or Naturalization in Victoria (1876[1][2])